# Enrique Nvó
Enrique Nvó   (Micomeseng, 5 de gener de 1910 - Camerun, 21 de novembre de 1959), Enrique Nvó Okenve Nchama, va ser un mestre, agricultor i líder independentista de Guinea Equatorial.

## Biografia
Va néixer en Micomeseng. Era mestre de professió i propietari de finques de plantació.
Destacat capdavanter independentista guineà, es veu obligat a exiliar-se a Camerun a causa de les seves activitats. Va ser un dels primers i més importants líders de la Idea Popular de Guinea Equatorial (IPGE).
Entre les gestions a favor de la independència que va realitzar durant el seu exili es troba la seva comunicació amb les Nacions Unides, enviant fins a allí diversos missatges a favor de la independència de la llavors Guinea Espanyola. Durant la seva estada a Camerun, Nvó va ser objecte de constants amenaces i persecucions per part de les autoritats espanyoles.
El 1959, Fernando Poo i Riu Muni van ser proclamades com a províncies d'ultramar espanyoles. Nvó Okenve es va mostrar en contra d'allò i va decidir presentar-se davant Nacions Unides per protestar. No obstant això, va ser assassinat el 21 de novembre de 1959 abans d'emprendre el seu viatge. Tot sembla indicar que el seu assassinat va ser comes per elements pro-espanyols establerts a Camerun, seguint ordres del govern colonial de Faustino Ruiz González. La versió oficial de llavors va dir que Nvó havia mort ofegat en un riu.
Després de la Independència de Guinea Equatorial, el Col·legi Nacional Enrique Nvó Okenve va ser nomenat en el seu honor. Després del Cop de la Llibertat el 1979, també es va incloure la seva efígie en els bitllets de 5.000 ekweles.
El 2006, mitjançant el Decret Presidència núm. 100/2006, es va concedir a títol pòstum la condecoració als màrtirs de la independència nacional: Enrique Nvó Okenve, Acacio Mañé Ela i Salvador Ndong Ekang.